# Justicia irwinii
Justicia irwinii es una especie de planta floral del género Justicia, familia Acanthaceae.
Es nativa del centro-oeste de Brasil.